# Cercanías di Cantabria
La Cercanías di Cantabria (in spagnolo Cercanías Cantabria) è una linea ferroviaria suburbana (Cercanías) che serve la città spagnola di Santander.

## Rete
Le linee attive sono tre:
- C-1 Santander - Reinosa
- C-2 Santander - Liérganes
- C-3 Santander - Cabezón de la Sal